# PHPDoc
PHPDoc — адаптированный стандарт документирования Javadoc для использования в PHP. 

## Описание
Пока стандарт комментирования имеет лишь формальный статус, однако, планируется его закрепление в качестве одного из стандартов разработки PHP-фреймворков, разрабатываемых группой PHP-FIG. Подготавливаемый стандарт получит номер PSR-5. PHPDoc поддерживает как объектно-ориентированный, так и процедурный код в документах.
Для интерпретации кода создана отдельная программа phpDocumentor.
phpDocumentor — это приложение, способное анализировать исходный PHP код и комментарии DocBlock для создания полного набора документации по API.

## Компоненты PHPDoc

### Doc-блоки
Doc-блоки (англ. DocBlock comments) — это многострочные комментарии в стиле языка Си, располагаемые перед документируемым элементом. Первым символом в комментарии (и в начале строк комментария) должен быть *. Блоки разделяются пустыми строками.
Пример Doc-блока для функции foo():
```
/**

 * @param string $msg string to output

 * @author WikiEditor

 * @copyright 2016 Wikipedia

 * @return string unchanged

 */

function
 
foo
(
$msg
 
=
 
''
)
 
{

    
return
 
$msg
;

}

```

## Возможности PHPDoc
1. Поддержка последней версии PHP
2. Работа с классами диаграммы UML
3. Полнотекстовый поиск
4. Поддержка CI из коробки
5. Больше контроля с DocBlocks

## Версии PHPDoc
Текущая версия PHPDocumentator 3, Репозиторий

## Функции
- Совместимость с PHP 7.0+ , полная поддержка пространств имен, циклов и многое другое.
- Docblock над типами , docblocks более явный в отношении типов, не все форматы поддерживаются php.
- Отображает любой тег , некоторые теги добавляют дополнительные функции в phpDocumentor (например, @link).
- Низкое использование памяти, пиковое использование памяти для небольших проектов составляет менее 20 МБ, для средних проектов — 40 МБ, а для крупных фреймворков — 100 МБ.
- Инкрементный синтаксический анализ. При сохранении файла структуры из предыдущего запуска, осуществляется дополнительный прирост производительности до 80% в дополнение к упомянутому выше увеличению скорости обработки.
- Простое создание шаблона, даёт возможность вызвать 1 задачу и отредактировать 3 файла.
- Двухэтапный процесс : phpDocumentor сначала создает кеш со структурой приложения перед созданием вывода. Позволяет использовать собственные инструменты или средства форматирования.
- Общая поддержка, с более статическим анализом в php типы стали сложнее. phpDocumentor понимает эти типы. И будет отображать их как типы первого класса[2].

## Применение
При разработке своих больших проектов, все тонкости которых невозможно держать в голове, ровно как и при доработке чужих проектов, часто приходится подсматривать в ранее написанный код. Это позволяет точнее представлять себе и возвращаемые, создаваемые объекты и что с ними можно делать. Учитывая, что в PHP существует неявное приведение типов, потенциально возможны ошибки, когда производятся операции с объектами разных типов. В языках с сильной типизацией этого не произойдёт — программа просто не скомпилируется.
Для избежания этого и используют PHPDoc и другие подобные технологии. Допустим, имеется код:
```
...

$eventData
 
=
 
new
 
EventData
();

$eventData
->
sender
 
=
 
$controller
;

$eventData
->
name
 
=
 
'onDelete'
;

$eventData
->
group
 
=
 
'global'
;

$eventData
->
arguments
 
=
 
array
(
'id'
 
=>
 
15
);

$eventDispatcher
->
triggerEvent
(
$eventData
);

...

```

Сторонний разработчик, читая этот код, может не знать, что содержит в себе $controller, однако IDE ему подскажет, если она поддерживает PHPDoc. То есть набрав: $controller-> — мы можем увидеть, что находится внутри. В результате нет необходимости лезть в дебри кода, чтобы выяснить, что передаётся этим объектом и в каком типе.